# Glafenina
Glafenina è una molecola chimicamente derivata dall'acido antranilico ed appartenente alla classe dei farmaci antinfiammatori non steroidei (FANS). Nella forma di glafenina cloridrato è stato utilizzato come farmaco per le sue spiccate proprietà di tipo analgesico, ma non è dotato di proprietà antipiretiche ed antinfiammatorie. In Italia è stato venduto dalla società farmaceutica Roussel Pharma con il nome commerciale di Glifan, nella forma farmaceutica di compresse da 200 mg. Il farmaco è stato ritirato dal commercio per lo sfavorevole rapporto rischi/benefici, in particolare per l'elevata frequenza di reazioni allergiche ed anafilattiche.

## Usi clinici
Il farmaco trovava indicazione nel trattamento nell'attenuare l'infiammazione, il dolore e l'edema che si associano alle infiammazioni acute e croniche legati a diverse affezioni. Veniva soprattutto impiegato in soggetti affetti da artrite reumatoide, osteoartrosi e gotta acuta.

## Effetti collaterali ed indesiderati
Le reazioni avverse causate dal farmaco includevano, in particolare, disturbi renali ed urinari, fra cui nefriti tubulo-interstiziali acute e reazioni anafilattiche e anafilattoidi (comprese ipotensione e shock).